# Simson DUO
Simson DUO – potoczna nazwa prostego w konstrukcji, dwuosobowego trójkołowca DUO, produkowanego w latach 1972–1991 w Niemieckiej Republice Demokratycznej, przeznaczonego dla osób z niepełnosprawnością narządów ruchu.
DUO powstał jako następca i wersja rozwojowa trójkołowca Piccolo-DUO, produkowanego w latach sześćdziesiątych w fabryce Louis Krause w Lipsku. Wytwarzany był z wykorzystaniem silników motorowerów Simson oraz części i podzespołów pojazdów produkowanych w NRD. Poczynając od 1972 roku, produkowany był w zakładach FAB Brandis jako DUO 4, a od 1973 DUO 4/1. W 1981 roku przeniesiono produkcję trójkołowca do zakładów VEB Robur-Werke w Zittau. W 1989 opracowano tu kolejny model DUO 4/2 wyposażony w 4-biegowy silnik M542E wyposażony w rozrusznik elektryczny, pochodzący z motoroweru Simson SR 50. W 1990 roku produkcja ponownie przeniesiona została do zakładów FAB Brandis GmbH. W 1991 produkcję trójkołowca zakończono. Eksportowany w latach 80. XX wieku do krajów socjalistycznych DUO był popularnym pojazdem inwalidzkim w Europie Środkowej i Wschodniej.

## Opis konstrukcji
Simson DUO miał zamontowany silnik motocyklowy M53/11 AR o pojemności 50 cm³. Napędzane było tylko jedno, lewe koło tylne. Napęd przeniesiony łańcuchem. Pojazd nie miał biegu wstecznego. Kabina była dwuosobowa; kierowca siedział z lewej strony pojazdu. Dach trójkołowca DUO z tkaniny laminowanej (dermatoidu) oparty był na stelażu ze stalowych rurek, który podtrzymywał jednocześnie przednią szybę.
Silnik pojazdu uruchamiany był ręczną dźwignią dostępną z zewnątrz lub wewnątrz. Hamulec uruchamiany był przez naciśnięcie kolumny kierownicy, ruch której systemem dźwigni i linek przekazywany był na wszystkie trzy koła. Zmiana biegów, poczynając od modelu DUO 4/1 – dźwignią ręczną; sprzęgło – automatyczne, odśrodkowe. Zawieszenie kół na niezależnych wahaczach resorowanych amortyzatorami motocyklowymi z tłumieniem olejowym, koła tylne stabilizowane pionowo drążkiem reakcyjnym. Amortyzator skrętu w układzie kierowniczym w postaci cięgła Bowdena w układzie zamkniętym. Pojazd w stanie suchym ważył 147 kg.
Konstrukcyjna prędkość maksymalna wynosi 55 km/h, w praktyce nie przekraczała 60 km/h.